# Bruno von Salomon
Bruno von Salomon (* 7. Februar 1900 in Stettin; † 8. Juni 1952 in Hamburg) war ein deutscher Journalist, politischer Aktivist (KPD), Spanienkämpfer und Mitglied der französischen Résistance. Der ältere Bruder des Schriftstellers Ernst von Salomon galt neben Claus Heim als geistiges Haupt der Bombenleger in der schleswig-holsteinischen Landvolkbewegung.
Bruno von Salomon war ein Sohn des Offiziers Felix von Salomon aus der gleichnamigen Adelsfamilie und von Annette Gerlach. Er hatte als Offizier am Ersten Weltkrieg teilgenommen, arbeitete dann in einer Hamburger Wollkämmerei und wurde anschließend Redakteur des Wochenblattes Die deutsche Front in Hamburg-Blankenese. Ab dem 1. März 1929 war er Hauptschriftleiter (Chefredakteur) des Agitationsblattes Das Landvolk, das in Itzehoe erst wöchentlich, dann täglich erschien, wurde aber auf Betreiben von Wilhelm Hamkens bereits im Herbst desselben Jahres entlassen. In den Bombenlegerprozessen von 1930 wurde er aus Mangel an Beweisen freigesprochen.
Gemeinsam mit Bodo Uhse, ab 1929 Chefredakteur der nationalsozialistischen Schleswig-Holsteinischen Tageszeitung, die ebenfalls in Itzehoe erschien, wandte Salomon sich schließlich der kommunistischen Bauernbewegung zu und trat in die KPD ein. Über das Saarland emigrierte er 1933/35 nach Frankreich und engagierte sich in Paris mit Uhse in der Volksfrontbewegung. Später ging er nach Spanien und kämpfte in den Internationalen Brigaden im Spanischen Bürgerkrieg aufseiten der Republik. Nach seiner Rückkehr nach Frankreich schloss er sich dem kommunistischen Flügel der Résistance an.
In seinen letzten Jahren lebte er verarmt und krank in Paris, bis ihn sein Bruder Ernst 1951 nach Hamburg holte, wo er 1952 im Krankenhaus Barmbek starb.
Er war mit Doris von Schönthan verheiratet.